# Globegarden
globegarden ist der in der Schweiz grösste überregionale Träger von Kindertagesstätten und Kindergärten. Die globegarden GmbH ist eine nicht-gewinnorientiert Trägerschaft. Sie wird von einer professionellen Betriebsgesellschaft the kcc group ag geführt. Diese bietet nehmen Qualitätsmanagement auch Familienberatung, Personaladminstration und Buchhaltung an.

## Geschichte
Globegarden wurde im Jahr 2008 mit Sitz in Zürich gegründet und bietet Gemeinden und Unternehmen Dienstleistungen zum Aufbau einer nachhaltigen, familienorientierten Strategie an.
Im Jahr 2010 wurde globegarden von der Hochschule Luzern mit dem Women Finance Nachwuchspreis für Redlichkeit ausgezeichnet, im Jahr 2012 vom Weltwirtschaftsforum in die Global Shapers Community aufgenommen und im Jahr 2018 mit dem renommierten Ernst & Young Award Entrepreneur of the Year in der Schweiz ausgezeichnet. Die Organisation ist Mitglied bei Erfolgsfaktor Familie Alliance Enface, Schweizerische Gesellschaft für frühkindliche Forschung, dem binationalen Zentrum Frühe Kindheit, der Kinderlobby Schweiz, Alliance Fund dem Netzwerk Kinderbetreuung und ist zudem der erste Betreiber von Kinderkrippen in der Schweiz, der für sein Qualitätsmanagement basierend auf ISO 9001 für Bildungseinrichtungen zertifiziert wurde.
Die Kindertagesstätten werden unter anderem von Vermietern, Gemeinden oder Unternehmen gesponsert, deren Mitarbeiter Plätze in den Einrichtungen belegen. Zu einem der ersten Unternehmenskunden gehörte die Credit Suisse, die erste Stiftungspartnerschaft erfolgte mit der Swiss EPI, ein renommiertes Entwicklungsprojekt zur Kinderkrippe wurde mit Herzog & de Meuron umgesetzt. Zusätzlich zur wichtigsten Dienstleistung, der Krippenbetreuung, bietet die Organisation auch Notfallbetreuung sowie Babysitter- und Nannyvermittlung an.
Die pädagogische Grundhaltung des Bildungsunternehmens ist geprägt von sprachlicher Frühförderung im Elementarbereich und berücksichtigt neben der Persönlichkeitsentwicklung, die soziale, emotionale, kognitive und kinästhetische Entwicklung ab dem Säuglingsalter.
Einige Einrichtungen weisen Ernährungszertifikate wie [Fourchette verte] oder Fourchette verte – Ama terra sowie Purzelbaum auf oder orientieren sich an kantonalen Kriterienliste für gesunde Ernährung und Bewegung. Dadurch wird im Kita-Alltag die kindliche Bewegung und ein gesundes Ernährungsverhalten gefördert.
Globegarden ist Partner des Kompetenznetzwerkes für Frühe Kindheit der Universität Konstanz und der Pädagogischen Hochschule Thurgau sowie Mitglied bei Stimme Q.
Der Beirat setzt sich unter anderen zusammen aus Sonja Perren, Professorin für Entwicklung und Bildung in der frühen Kindheit, Carolina Müller-Möhl, Stiftungsratsmitglied der Pestalozzi-Stiftung und Monika Bütler, welche die Studie Arbeiten lohnt sich nicht – ein zweites Kind noch weniger publizierte.

## Kritik
Ende 2019 wurden im Online-Magazin Republik Kritik an dem Unternehmen geäussert. In einer kurz vorher übernommenen Kita in Allschwil wurde der Fall eines sexuellen Übergriffs bekannt. Dies führte dazu, dass globegarden eine externe Untersuchung in Auftrag gab. Durch eine Überprüfung der Stadt Zürich, einem externen Gutachten sowie einem Verwaltungsgerichtsurteil wurde globegarden zunächst bedingt, schliesslich vollständig entlastet und die Vorwürfe entkräftigt. globegarden selbst hat zu den Anschuldigungen Stellung genommen.